# ナンシー大学

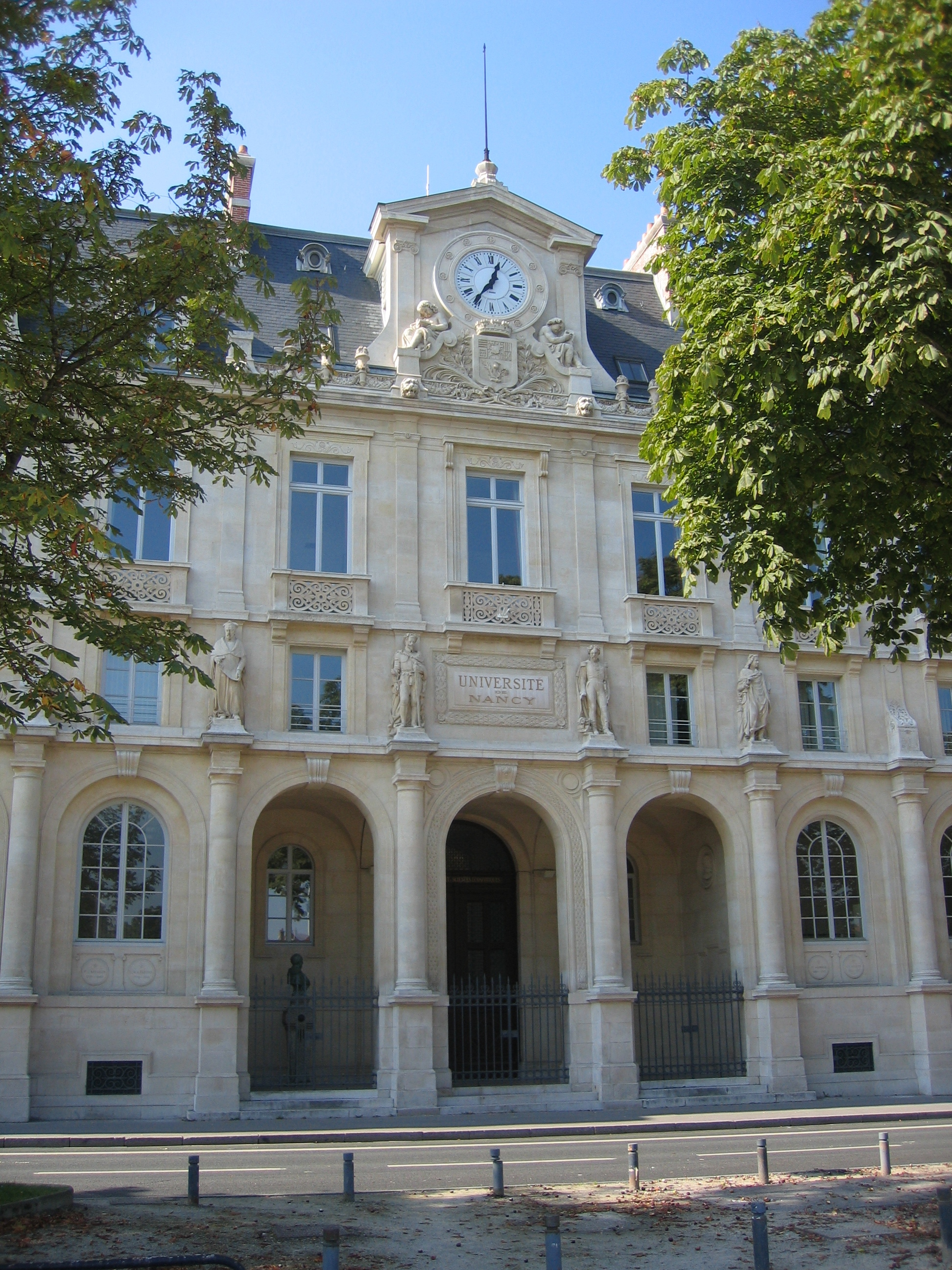
ナンシー大学

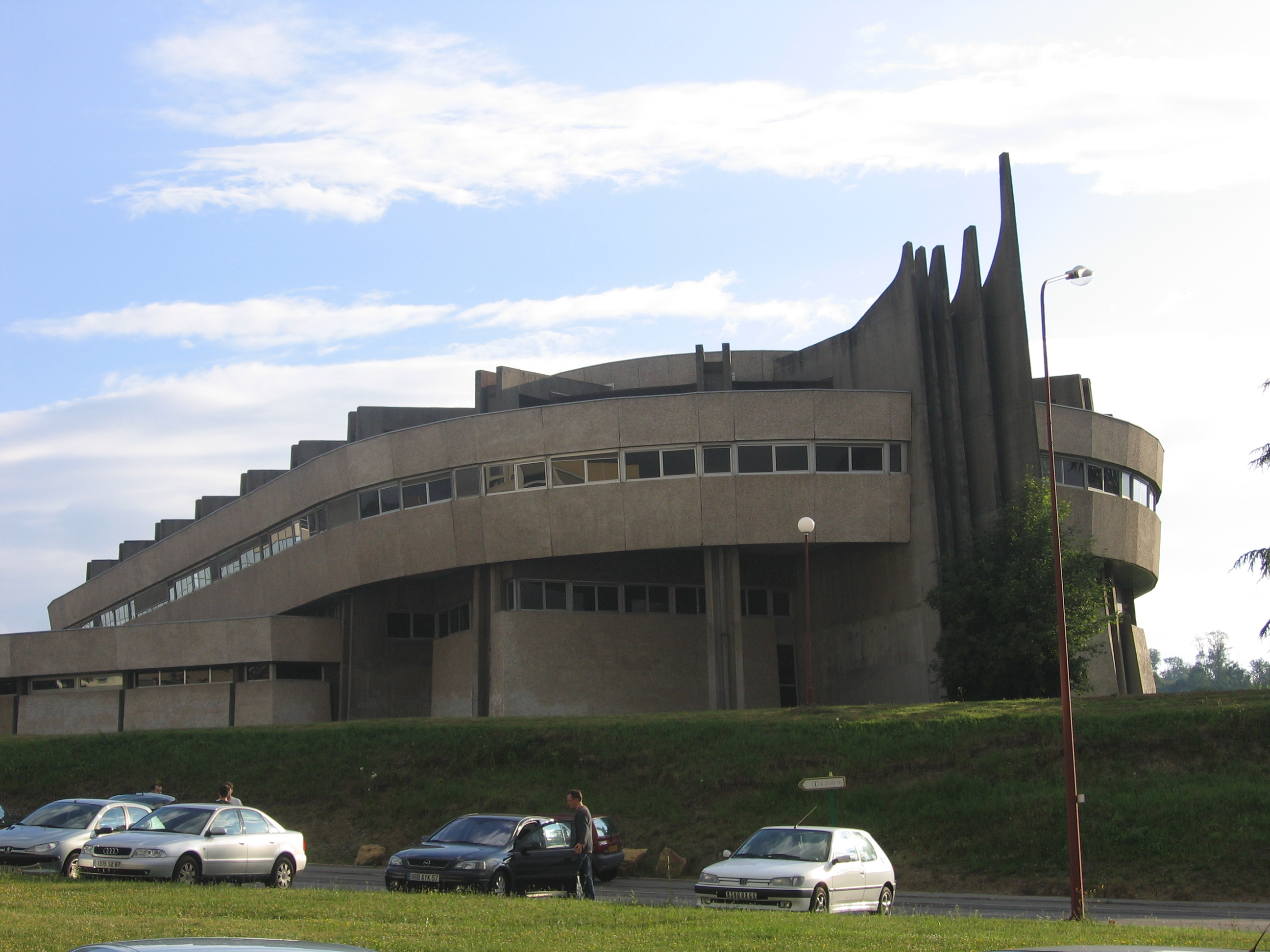
ナンシー第一大学図書館

ナンシー大学（ナンシーだいがく、Nancy-Université）は、フランス・ロレーヌ地域圏のナンシーにあった以下の3つの大学の総称である。2012年に、以下を含むロレーヌ地域圏の主要大学が統合され、現在はロレーヌ大学の一部となっている。
- アンリ・ポアンカレ大学（英語版）（Henri Poincaré University(UHP)、通称「ナンシー第一大学」） - 自然科学・工学系の学部を有する
- ナンシー第二大学（英語版） - 社会科学系の学部を有する
- ロレーヌ国立工科大学（英語版） - 11の工学系学部を有する

合計の学生数は5万人以上で、フランスで5番目に多かった。

## 図書館
ナンシー大学には図書館が複数あった。ナンシー第二大学の図書館はフランス大統領アルベール・ルブランにより開設され、25万冊の書籍を含む50万点の資料を所蔵していた。

## 歴史
1572年にロレーヌ公シャルル3世とロレーヌ枢機卿シャルル・ド・ロレーヌによってポンタ＝ムッソンに設立され、1768年にナンシーに移転した。フランス革命期の1793年に閉鎖され、1863年に再開した。

## 著名な人物
- フランソワ・ジェニー（1861年 - 1959年） - 法学者。自然法の復活を提唱。
- ルイ＝カミーユ・マヤール（1878年 - 1936年） - 医師、科学者。メイラード反応に名前を残す。
- セゴレーヌ・ロワイヤル（1953年 - ） - 女性政治家、2007年大統領選候補者。ナンシー第二大学出身